# Lockheed S-3 Viking
Lockheed S-3 Viking je dvomotorno štirisedežno palubno za iskanje in uničevanje podmornic. Razvilo ga je ameriško podjetje Lockheed. Lahko se tudi uporablja proti ladjam in drugim plovilom. S-3 lahko deluje v vseh vremenskih pogojih. Ima sorazmerno dolg doseg, ki se lahko še podaljša s prečrpavanjem goriva v zraku. S-3 lahko s sistemom "buddy" oskrbi tudi druga letala z gorivom. Zaradi zvoka njegovih motorjev, ki je podoben sesalcu, je dobil vzdevek  "Hoover".
S-3 je že nekaj časa upokojen, njegove naloge so prevzela letala P-3C Orion, Sikorsky SH-60 Seahawk in Boeing F/A-18E/F Super Hornet. Nekaj letal S-3 je še vedno v uporabo za testne namene.
V 1960ih je Ameriška mornarica hotela zamenjati propelerske protipodmorniške S-2 Tracker z novim letalom. Leta 1969 je bil Lockheed izbran kot zmagovalec in je dobil naročilo za 8 letal YS-3A. Prototip je prvič poletel 21. januarja 1972 in vstopil v uporabo leta 1974. V letih 1974−1978 so zgradili 186 letal.  
ES-3A Shadow je verzija za  "elektronsko inteligenco" (ELINT). ES-3A je nadomestil EA-3B Skywarrior

## Tehnične specifikacije (S-3A)
- Posadka: 4
- Dolžina: 53 ft 4 in (16,26 m)
- Razpon kril: razprta: 68 ft 8 in (20,93 m); zložena: 29 ft 6 in (9,00 m)
- Višina: 22 ft 9 in (6,93 m)
- Površina kril: 598 ft² (55,56 m²)
- Prazna teža: 26581 lb (12057 kg)
- Naložena teža: 38192 lb (17324 kg)
- Maks. vzletna teža: 52539 lb (23831 kg)
- Motor: 2 × General Electric TF34-GE-2 turbofan, 9275 lbf (41,26 kN) vsak
- Notranja kapaciteta goriva: 1933 US gal (7320 L)
- Zunanja kapaciteta goriva: 2x 300 US gal (1136 L)

- Maks. hitrost: 429 vozlov (493 mph, 795 km/h) na nivoju morja; Mach 0,79, 450 vozlov (514 mph, 828 km/h) na višini 20000 ft (6100 m)
- Potovalna hitrost: 350 vozlov (405 mph, 650 km/h)
- Hitrost izgube vzgona: 97 vozlov (112 mph, 180 km/h)
- Dolet: 2765 nm (3182 mi, 5121 km)
- Največji dolet: 3368 nm (3875 mi, 6237 km)
- Višina leta (servisna): 40900 ft (12465 m)
- Hitrost vzpenjanja: 5120 ft/min (26,0 m/s)
- Obremenitev kril: 68,5 lb/ft² (334 kg/m²)
- Razmerje potisk/teža: 0,353

- Orožje: do 2220 kg na šestih nosilcih